# T Aurigae
Désignations

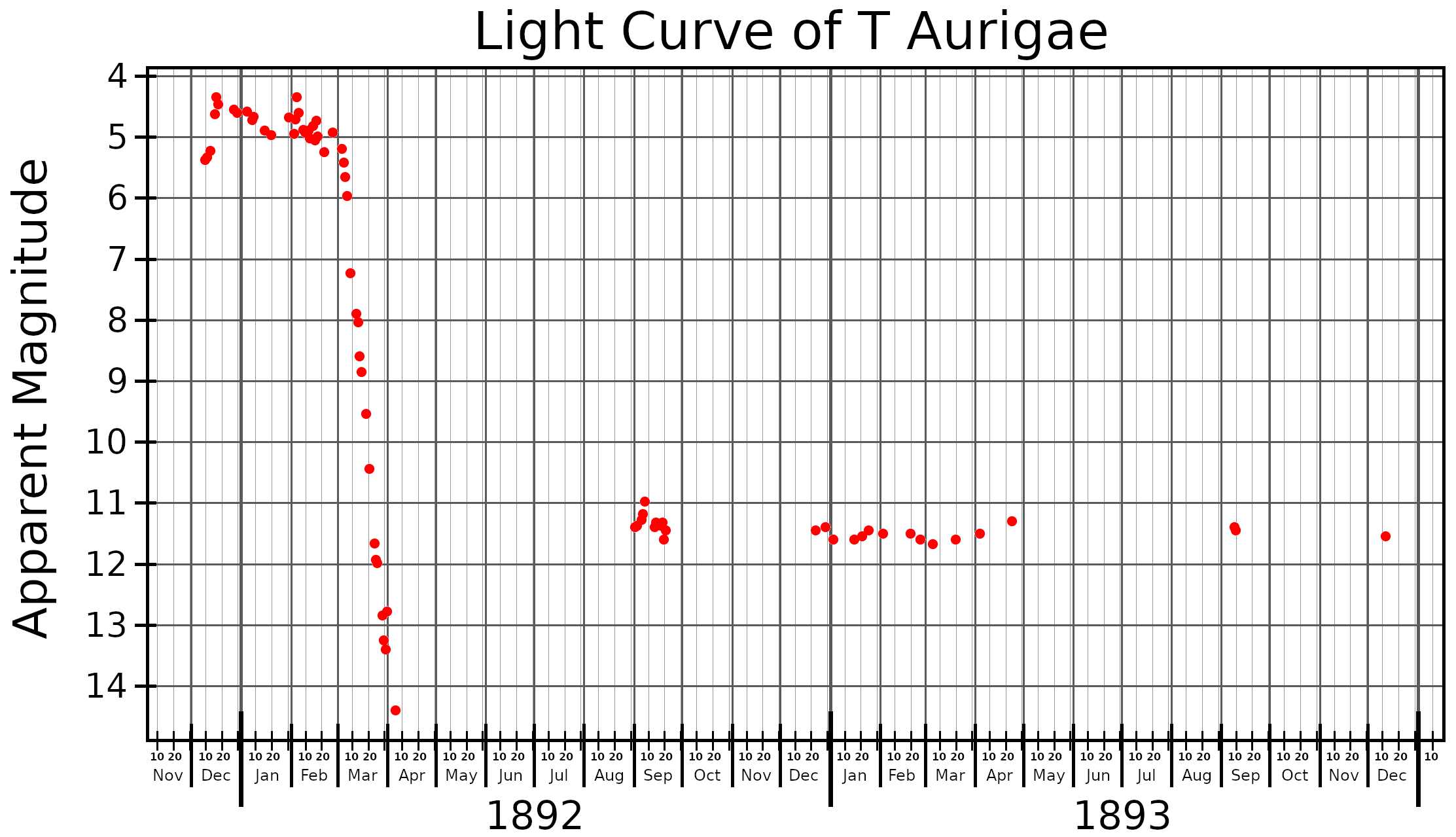
Courbe de lumière de T Aurigae, obtenue à partir des données en magnitude photographique compilées par Shapley.

T Aurigae (ou Nova Aurigae 1892) était une nova qui devint brillante en 1892, dans la constellation du Cocher. Elle atteignit une magnitude de 3,8 puis sa luminosité diminua en 100 jours d'environ 3 magnitudes (soit une magnitude d'environ 7). De nos jours, T Aurigae a une magnitude de 15.
D'après la mesure de sa parallaxe réalisée par le satellite Gaia, elle est distante d'environ 880 pc (∼2 870 al) de la Terre.
Elle fut découverte par Thomas David Anderson, qui découvrit plus tard la Nova Persei 1901.